# Bo (langue papoue)
Pour les articles homonymes, voir Bo.
Le bo est une langue papoue parlée en Papouasie-Nouvelle-Guinée dans les provinces de Sepik oriental et de Sandaun.

## Classification
Le bo est une des langues left may, une des familles de langues papoues.

## Sources
- (en) Harald Hammarström, Robert Forkel, Martin Haspelmath, Sebastian Bank, Glottolog, Bo (Papua New Guinea).